# Flaminio Ponzio

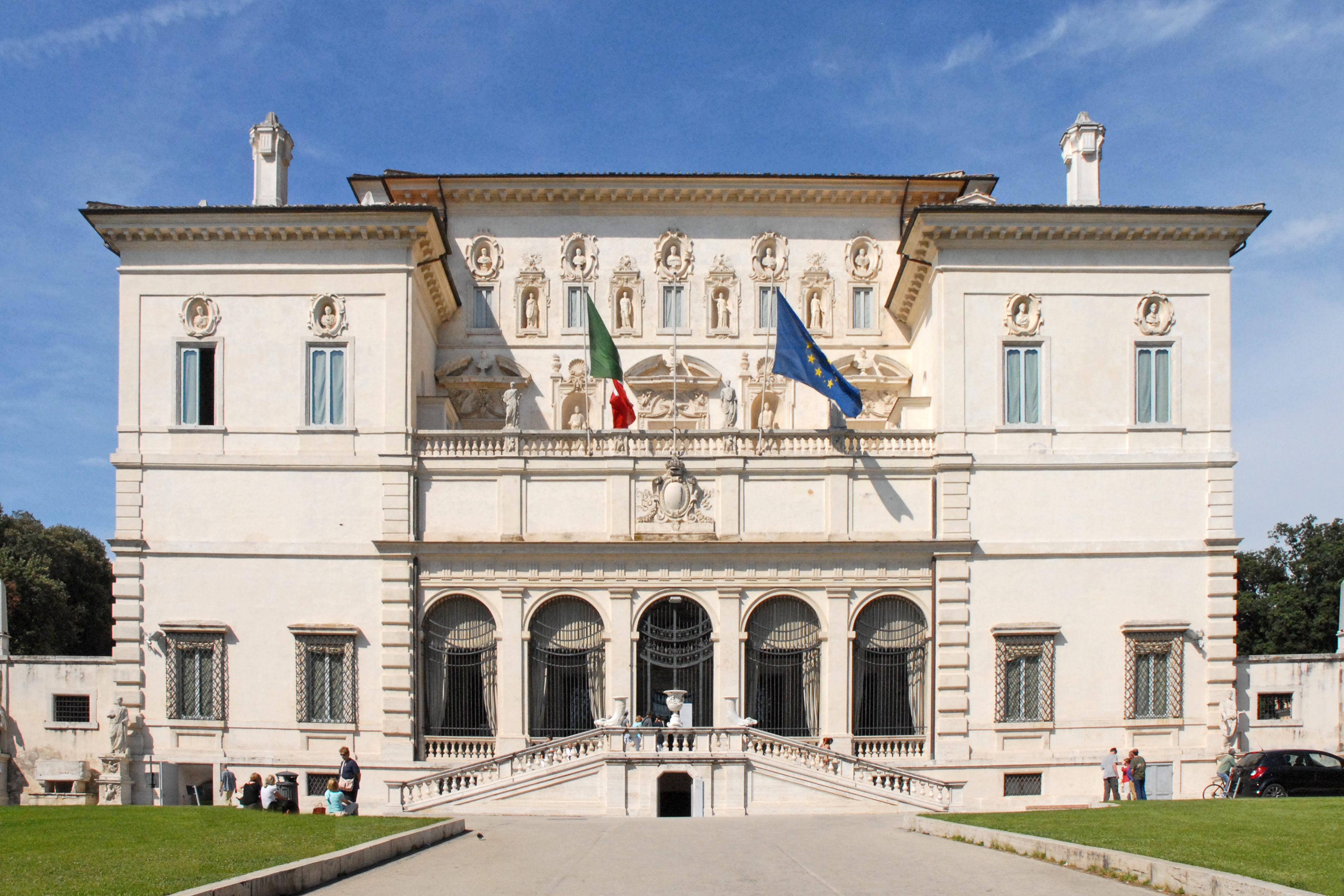
Villa Pinciana (známá jako Villa Borghese) byla dokončena roku 1613. Na stavbě se podílel také Giovanni Vasanzio

Flaminio Ponzio (1560–1613) byl italský pozdně renesanční či manýristický architekt, činný v Římě ve službách papeže Pavla V.
Ponzio se narodil ve Viggiù poblíž Varese, zemřel v Římě. Jako mladíkovi dostalo se mu základního architektonického školení v Miláně, posléze však přesídlil do Říma, kde krátce spolupracoval s Domenicem Fontanou.

## Vybraná díla
- Výzdoba Cappella Paolina (Kaple papeže Pavla V.) v Santa Maria Maggiore (1605-1611)
- Průčelí Palazzo Borghese směrem k Via Rippeta (1605-1607)
- Oratoře sv. Barbory a sv. Silvie na caelijském návrší poblíž San Gregorio Magno al Celio (1608)
- Villa Borghese Pinciana či ("Villa Borghese na vrchu Pincio"; 1609-1613), v dobových pramenech označovaná též jako Casino Nobile, příměstská villa, v současnosti hostící museum známé jako Galleria Borghese. Stavebníkem byl štědrý mecenáš, kardinál Scipione Borghese, který návrhy nejspíš také aktivně ovlivňoval. Flaminio se dle všeho podílel také na architektonické koncepci přilehlých zahrad. Při projektování villy sehrál určitou roli také Giovanni Vasanzio (Jan Van Santen). Flaminio s ním buď spolupracoval, nebo jej Vasanzio vystřídal poté, co Ponzio skonal.
- Dům Flaminia Ponzia (1610)
- Kašna na Acqua Paola (Janiculus) (1610)
- Přestavba kostela Sant'Eligio degli Orefici, pro nějž vytvořil novou kopuli
- Návrh San Sebastiano a Palazzo Rospigliosi na Kvirinálu, obé dokončil Giovanni Vasanzio (1612)
- Palazzo Sciarra (1613)
- Villa Torlonia ve Frascati

### Galerie

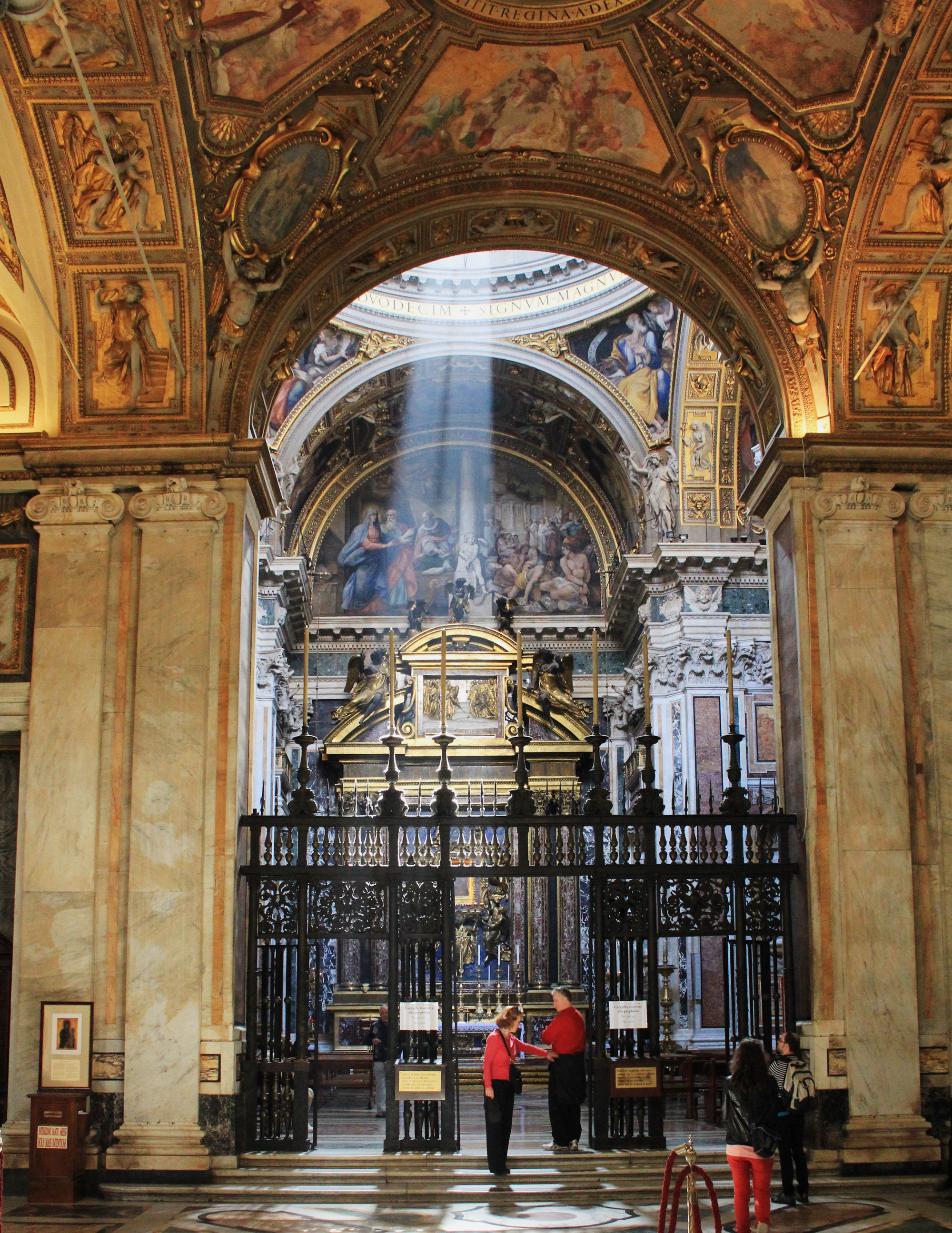
S. M. Maggiore, Capella Paulina
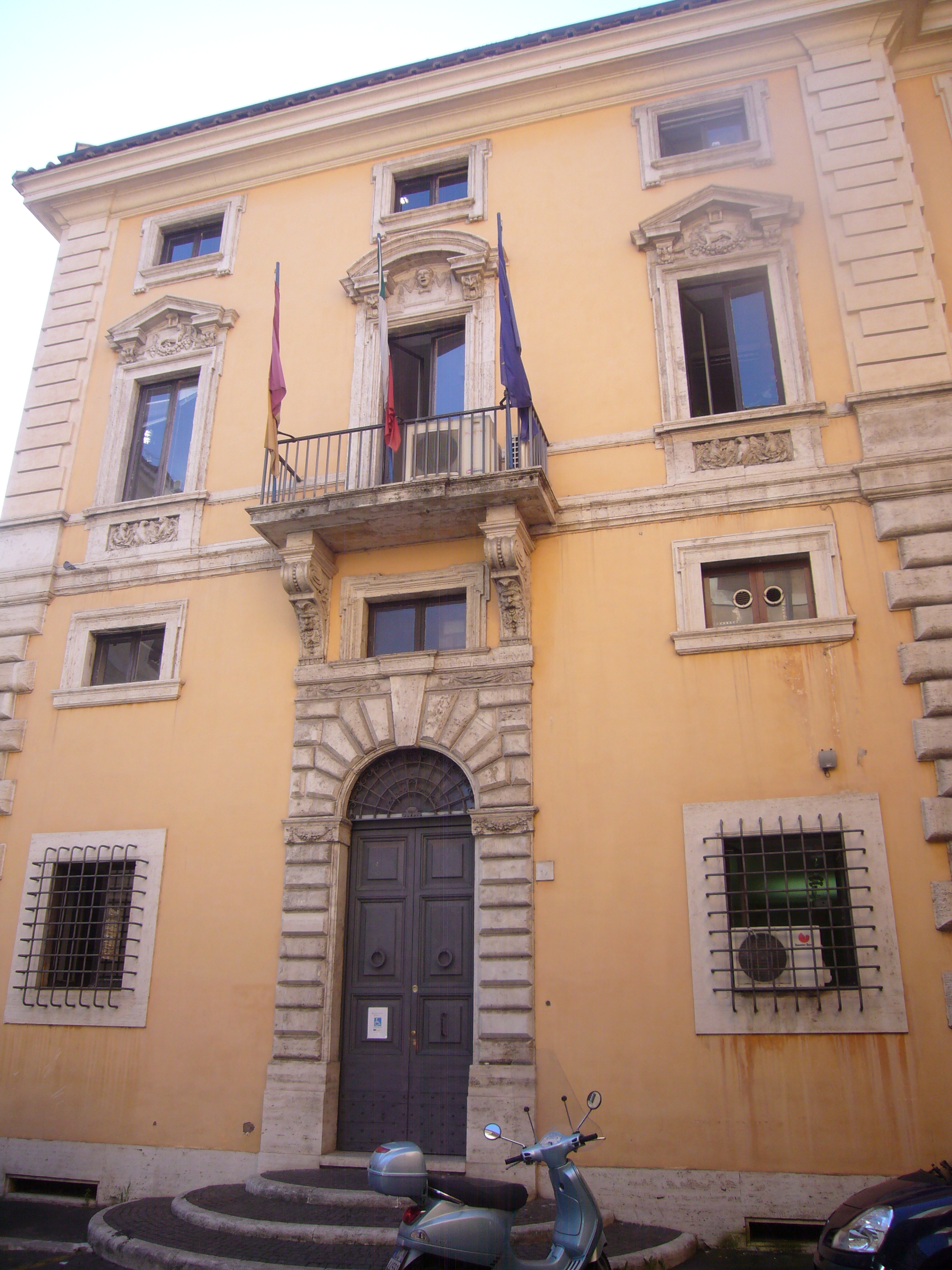
Dům Flavinia Ponzia (Pzza Campitelli)
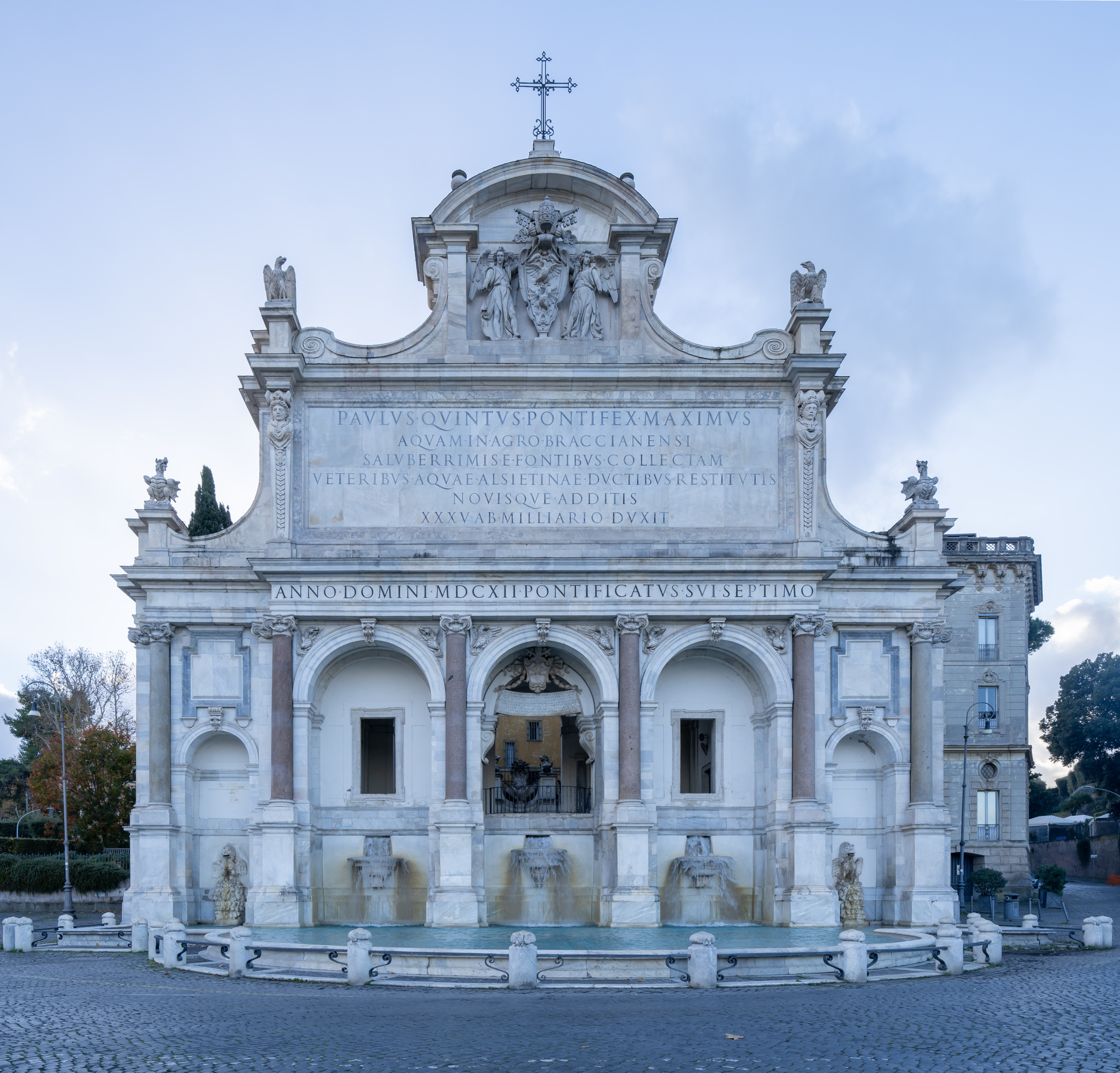
Fontána na Acqua Paola
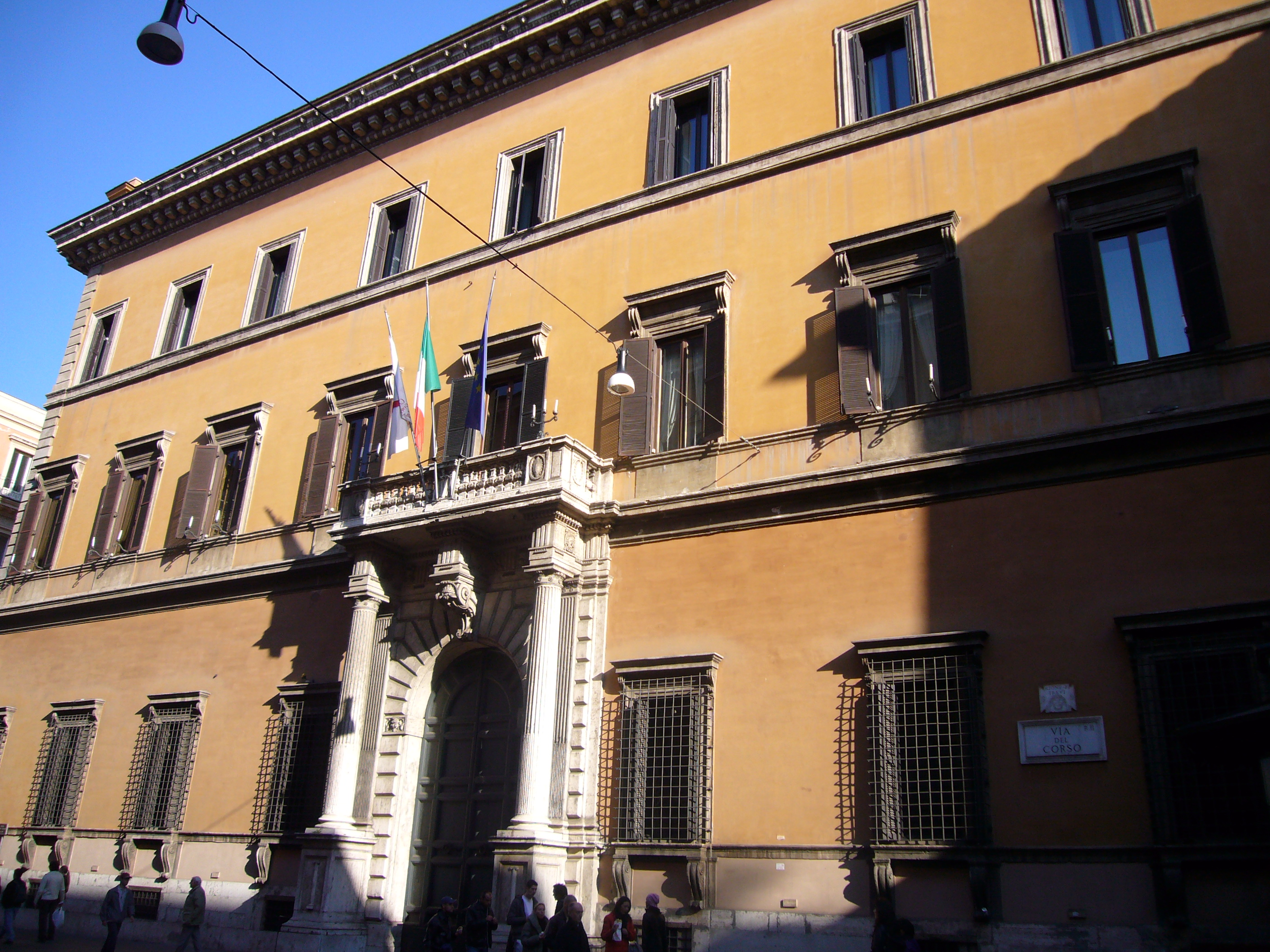
Palazzo Sciarra Colonna
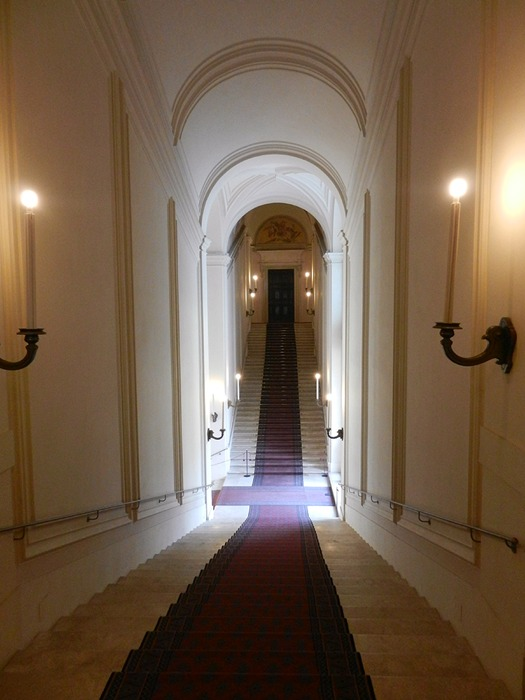
Slavnostní schodiště v Kvirinálském paláci